# Тохирджонова, Гулрухбегим
Гулрухбегим Тохирджонова (узб. Gulruhbegim Toxirjonova; род. 16 июля 1999) — американская, ранее узбекистанская шахматистка, гроссмейстер (2017) среди женщин. Сестра гроссмейстера Нафисы Муминовой.
Начала играть в шахматы в пять лет. В 2009 году стала абсолютной чемпионкой Азии среди девочек, победив в соревнованиях с классическим лимитом времени, рапиде и блице. Абсолютная чемпионка Азии среди девушек (2015) в возрастной категории до 20 лет: набрала 7½ очка из 9 в турнире с классической программой, победила также в турнирах по блицу и рапиду. Серебряный призёр Кубка азиатских наций среди женщин 2016 года. Представляла Узбекистан на шахматных олимпиадах 2016 и 2018 годов.
На женском нокаут-чемпионате мира 2018 года дошла до четвертьфинала, победив в частности предыдущую чемпионку мира Тань Чжунъи и в итоге проиграв действующей чемпионке и будущей победительнице турнира Цзюй Вэньцзюнь.
В 2020 году завоевала серебряную медаль на женском чемпионате США и была включена в сборную этой страны. По словам шахматистки, разрыв между нею и её сёстрами и Федерацией шахмат Узбекистана был вызван конфликтом с первым заместителем руководителя этой организации Хусаном Турдиалиевым. На шахматной олимпиаде 2022 года выступала за женскую сборную США на 2-й доске и набрала 7 очков из 10 возможных, заняв командное 4-е место.

## Таблица результатов
классические шахматы
| Год  | Город          | Турнир | +               | −               | =               | Результат                                     | Место     |
| ---- | -------------- | --- | --------------- | --------------- | --------------- | --------------------------------------------- | --------- |
|      |                | |                 |                 |                 | из                                            |           |
| 2016 | Абу-Даби       | 9-й Кубок азиатских наций среди женщин | 3               | 2               | 2               | 4 из 7                                        | 2 (ком.)  |
| 2016 | Ташкент        | Чемпионат Азии среди женщин | 3               | 1               | 5               | 5½ из 9                                       | 9 (7—9)   |
| 2016 | Баку           | Женская шахматная олимпиада | 2               | 3               | 3               | 3½ из 8                                       |           |
| 2018 | Батуми         | Женская шахматная олимпиада | 7               | 1               | 3               | 8½ из 11                                      |           |
|      | Ханты-Мансийск | Чемпионат мира 1-й круг против Алины Кашлинской 2-й круг против Тань Чжунъи 3-й круг против Валентины Гуниной 4-й круг против Цзюй Вэньцзюнь | 1 0 (1) 1 (2) 0 | 1 0 (0) 1 (0) 1 | 0 2 (1) 0 (0) 1 | 1½ из 2 1 (1½) из 2 (2) 1 (2) из 2 (2) ½ из 2 | 5—8 из 64 |

## Изменения рейтинга
| Графики недоступны из-за технических проблем. См. информацию на Фабрикаторе и на mediawiki.org. |